# V Jump
V Jump (ブイジャンプ, Bui Janpu) est un magazine de prépublication de manga japonais spécialisé dans le jeu vidéo et ses adaptations, publié régulièrement depuis 1993 par Shūeisha.

## Historique
Un magazine prototype intitulé Hobby's Jump (en) est lancé durant les années 1980 en tant que spin-off du Monthly Shōnen Jump. Les premiers numéros du V Jump sortent de manière irrégulières à partir du 12 décembre 1990, en tant qu'édition spéciale du Weekly Shonen Jump. Le magazine sort ensuite de manière régulière à partir de 1993.

## Mangas

### Liste des séries
|  | Manga en hiatus. |

| Titre | Auteur                                                                             | Première publication |
| --- | ---------------------------------------------------------------------------------- | -------------------- |
| Boruto: Naruto Next Generations (BORUTO-ボルト- -NARUTO NEXT GENERATIONS-)                                            | Ukyō Kodachi (scénario), Masashi Kishimoto (scénario), Mikio Ikemoto (dessinateur) | juillet 2019         |
| Dragon Ball Heroes (ドラゴンボールヒーローズ)                                                                         | Toyotarō                                                                           | septembre 2012       |
| Dragon Ball Super (ドラゴンボール超)                                                                                  | Akira Toriyama, Toyotarō                                                           | juin 2015            |
| Digimon World Re:Digitize Encode (デジモンワールド リ：デジタイズ エンコード)                                         | Kōhei Fujino, Akiyoshi Hongo                                                       | avril 2013           |
| Dragon Quest - Dai no Daibouken: Yuusha Avan to Gokuen no Maoh (ドラゴンクエスト ダイの大冒険 勇者アバンと獄炎の魔王) | Yūsaku Shibata, Riku Sanjo                                                         | septembre 2020       |
| Dragon Quest: Souten no Soura (スライムドーン！！)                                                                    | Osamu Kaneko                                                                       | février 2016         |
| Yu-Gi-Oh! OCG Structures (遊☆戯☆王OCGストラクチャーズ)                                                                | Masashi Sato                                                                       | juin 2019            |
| Yu-Gi-Oh! SEVENS Rook! Bakuretsu Hadou Den!! (遊☆戯☆王SEVENS)                                                         | Hikokubo Masahiro, Sugie Tasuku                                                    | septembre 2020       |